# Dragon Quest IV
Dragon Quest IV: Chapters of the Chosen, (изначально в США издавалась под названием Dragon Warrior IV) — японская ролевая игра, разработанная Chunsoft и изданная Enix. Это четвёртая часть серии «Dragon Quest», которая была впервые выпущена 11 февраля 1990 года для Family Computer (Famicom) в Японии, а затем в октябре 1992 года для Nintendo Entertainment System (NES) в Северной Америке. Игра получила ремейк для Nintendo DS в 2007 году, а также порт для Nintendo Wii в 2011 году. Версия игры для Android и iOS была выпущена 17 апреля 2014 года.
«Dragon Quest IV» отличается от остальной части серии тем, что разбивает игру на пять отдельных глав, каждая из которых фокусируется на другом главном герое или главных героях. Первые четыре рассказываются с точки зрения будущих спутников героя, а пятый, с точки зрения героя, объединяет всех персонажей, когда они начинают свое путешествие, чтобы спасти мир. Игра также была выпущена на PlayStation, где появилась шестая глава, сохранённая в ремейке для DS.

## Сюжет

### Часть 1: Рагнар Макрайан и дело о пропавших детях
Рагнар Макрайан — один из солдат в королевском дворце Бурланда. Король отправляет его в путешествие, чтобы выяснить, почему дети исчезают по всему королевству. Вместе с ним отправляется Хейли.

### Глава 2: Алена и путешествие на турнир
Алена, царевна Замоксвы, выскальзывает из замка в надежде посетить турнир в городе Эндор. Её сопровождают мечник Кирилл и маг Борджа.

### Глава 3: Торнеко и экстравагантные раскопки
Торнеко, скромный торговец, работающий в оружейной лавке своего родного города Лаканабе вместе с женой и сыном. Он хочет открыть собственный магазин и стать величайшим купцом в мире, поэтому покидает свой родной город и отправляется в путь.

### Глава 4: Сёстры Майя и Мина
Танцовщица Майя и её младшая сестра Мина, предсказательница судьбы, покинули Монбарабу в поисках мести за убийство их отца его бывшим учеником Бальзаком.

### Глава 5: Избранный
Герой был воспитан жителями отдаленной и безымянной горной деревни. Но Псаро и его легионы уничтожают его родную деревню. Герою удается сбежать, после чего к нему присоединяются персонажи из предыдущих глав. Вместе они выполняют множество задач: побеждают маркиза де Леона и Бальзака, собирают части доспехов Зенитиан, которые может носить только Избранный. Они также обнаруживают, что Эстарк, лорд подземного мира, пробужден. Герои отправляются в его дворец и побеждают его.

### Глава 6
Глава 6 не является частью основной сюжетной линии игры и состоит из дополнительных функций после игры. Она была включена только в ремейки Dragon Quest IV. Особенности этой главы включают бонусное подземелье и возможность добавить Псаро в качестве члена группы после завершения определённых событий.

## Геймплей
«Dragon Quest IV» предложила множество новых функций по сравнению с первыми тремя играми, сохранив при этом многие из тех, что были представлены в предыдущих частях. Среди схожих элементов остались смена дня и ночи, возможность путешествовать на корабле и летательном аппарате (в этот раз это воздушный шар), а также три уровня ключей: Воровской, Магический и Абсолютный (изначально локализованный как Финальный). Также присутствуют порталы для перемещения, которые позволяют отряду преодолевать большие расстояния на карте с минимальными затратами времени. В отличие от Героя в «Dragon Quest III», в «Dragon Quest IV» Герой не обязан находиться в отряде после появления повозки. Однако Герой по-прежнему обладает самыми мощными заклинаниями исцеления и атаки. Многие заклинания, оружие, броня и магазины (включая хранилище/банк) работают так же, как и в предыдущих играх.
Помимо новой сюжетной структуры, разделенной на главы, была реализована система искусственного интеллекта под названием «Тактика», которая позволяла игроку давать стратегические указания членам отряда (которые становятся NPC в финальной главе), такие как приоритет нанесения урона, лечения или экономии MP, сохраняя полный контроль над Героем. В играх «Dragon Quest V: Hand of the Heavenly Bride», «Dragon Quest VI: Realms of Revelation» и ремейке IV части появилась возможность задавать тактики для каждого персонажа отдельно, а не использовать один режим для всего отряда. Также был добавлен режим «Следовать указаниям», который позволял вручную управлять другими персонажами. Система «Тактика» рассматривается как предшественник системы «Гамбиты» в «Final Fantasy XII». Повозка, впервые представленная в этой игре, позволяет выбирать, каких персонажей использовать в бою. Повозка также появляется в «Dragon Quest V» и «Dragon Quest VI». Впервые в серии появился казино, где можно играть в мини-игры (игровые автоматы, покер и ставки на монстров, впервые представленные в «Dragon Warrior III») с использованием жетонов, которые можно обменивать на уникальные предметы. Возможность искать предметы в ящиках и сосудах была впервые представлена в этой игре. Маленькие медали, позже Мини-медали, были введены как новый предмет для поиска и обмена на уникальные предметы у уединенного короля.
Сохранение игры стало проще благодаря возможности сохраняться в Доме Исцеления, вместо того чтобы разговаривать с королем. В ремейке для DS команда сохранения была переименована в «Исповедь», а команда для проверки количества опыта до следующего уровня — в «Предсказание».
Вернувшись к формату оригинального североамериканского «Воина дракона», разработчики добавили возможность открывать двери через команду в верхнем уровне меню. Это избавило игроков от необходимости искать ключи в инвентарях разных персонажей, как это было в некоторых предыдущих играх. Единственное требование состояло в том, чтобы по крайней мере один персонаж в отряде должен был иметь соответствующий ключ в своем инвентаре. Благодаря этой команде в игре появились незапертые двери, а также большие замковые двери в замках. Однако эта функция была убрана в последующих играх и ремейке, где двери можно открывать, просто пытаясь пройти через них.

## Оценки
| Сводный рейтинг              | Сводный рейтинг                               | Сводный рейтинг                               | Сводный рейтинг                               | Сводный рейтинг                               |
| Издание                      | Оценка                                        | Оценка                                        | Оценка                                        | Оценка                                        |
| Издание                      | DS                                            | iOS                                           | NES                                           | PS                                            |
| ---------------------------- | --------------------------------------------- | --------------------------------------------- | --------------------------------------------- | --------------------------------------------- |
| GameRankings                 | 79,88 %                                       | N/A                                           | N/A                                           | N/A                                           |
| Metacritic                   | 80/100                                        | 86/100                                        | N/A                                           | N/A                                           |
| Иноязычные издания           |                                               |                                               |                                               |                                               |
| Издание                      | Оценка                                        | Оценка                                        | Оценка                                        | Оценка                                        |
| Издание                      | DS                                            | iOS                                           | NES                                           | PS                                            |
| 1UP.com                      | B+                                            | N/A                                           | N/A                                           | N/A                                           |
| AllGame                      | [ 8 ]                                         | N/A                                           | [ 9 ]                                         | N/A                                           |
| CVG                          | 8.1/10                                        | N/A                                           | N/A                                           | N/A                                           |
| Destructoid                  | 8/10                                          | N/A                                           | N/A                                           | N/A                                           |
| Eurogamer                    | 8/10                                          | N/A                                           | N/A                                           | N/A                                           |
| Famitsu                      | 34/40                                         | N/A                                           | 37/40                                         | 32/40                                         |
| Game Informer                | 7/10                                          | N/A                                           | N/A                                           | N/A                                           |
| GamePro                      | 4/5                                           | N/A                                           | N/A                                           | N/A                                           |
| GameSpot                     | 8/10                                          | N/A                                           | N/A                                           | N/A                                           |
| GameSpy                      | 4/5                                           | N/A                                           | N/A                                           | N/A                                           |
| GamesRadar+                  | 4.5/5                                         | N/A                                           | N/A                                           | N/A                                           |
| GameZone                     | 8.3/10                                        | N/A                                           | N/A                                           | N/A                                           |
| IGN                          | 8/10                                          | N/A                                           | N/A                                           | N/A                                           |
| Jeuxvideo.com                | N/A                                           | N/A                                           | 16/20                                         | N/A                                           |
| Nintendo Power               | 7.5/10                                        | N/A                                           | N/A                                           | N/A                                           |
| Nintendo World Report        | 8/10                                          | N/A                                           | N/A                                           | N/A                                           |
| ONM                          | 78%                                           | N/A                                           | N/A                                           | N/A                                           |
| TouchArcade                  | N/A                                           | [ 26 ]                                        | N/A                                           | N/A                                           |
| Electronic Games             | N/A                                           | N/A                                           | 85%                                           | N/A                                           |
| Награды                      |                                               |                                               |                                               |                                               |
| Издание                      | Награда                                       | Награда                                       | Награда                                       | Награда                                       |
| Famitsu Best Hit Game Awards | Best Game of the Year, Best RPG               | Best Game of the Year, Best RPG               | Best Game of the Year, Best RPG               | Best Game of the Year, Best RPG               |
| Nintendo Power               | Игра года для NES (2-е место), Best Challenge | Игра года для NES (2-е место), Best Challenge | Игра года для NES (2-е место), Best Challenge | Игра года для NES (2-е место), Best Challenge |